# Dolce Vita (TV-program)
Dolce Vita är ett TV-program i Kanal 5 som handlar om fina, lyxiga kläder och rika personers liv.
Programledare: Emma Andersson

## Säsong 1

### Avsnitt 1 - Stureplan Goes South
Torsdag 2/9 2004 kl. 20:00.  I första avsnittet följer vi med till sommarstäderna och ser vad som händer på de omtalade festerna på Gutekällaren och i samband med tennisveckan i det som kallas Sverige riviera. - från Kanal 5

### Avsnitt 2 - Svenskar i LA
Torsdag 9/9 2004 kl. 20:00. I andra avsnittet får vi träffa fyra svenskar som bosatt sig i USA för att lyckas. De kämpar sig fram i en värld där konkurrensen är stenhård och drömmen om pengar och stjärnstatus är drivkraften. - från Kanal 5

### Avsnitt 3 - Kiss and Tell
Torsdag 16/9 2004 kl. 20:00. Fyra unga kvinnor talar ut om sina förhållanden med männen en hel värld åtrår och beundrar. Frida, Johanna, Isabelle och Densie har alla haft förhållanden med världsstjärnor. Vissa av dem har fått sina relationer uthängda och analyserade i detalj i pressen, andra har lyckats hålla en låg profil och ser tillbaka på tiden med en världsstjärna som ett ljuvt minne. - från Kanal 5

### Avsnitt 4 - Lyxshopping
Torsdag ?/? 2004 kl. 20:00. Fjärde avsnittet handlar om shopping i en lyxigare dimension. - från Kanal 5

### Avsnitt 5 - Stars in Bars
Torsdag 14/10 2004 kl. 20.00. I femte avsnittet följer vi med 20-talet dokusåpestjärnor från olika TV-serier på turné i skandalmanagern Mikael Brinkenstiernas regi. På plats är bland andra Robinson-Robban, Big Brother-Carro, Bachelor-Heidi, Jan Hammarlöf/Farmen-Blondie och Farmen-Sebastian. Alla vill synas och konkurrensen är stenhård. - från Kanal 5

### Avsnitt 6 - Paparazzi
Torsdag 28/10 2004 kl. 20:00. Emma träffar en av världens mest framgångsrika paparazzis. Los Angeles-baserade Furio arbetar inte alls som paparazzi-fotograf. Han tog de första bilderna på Madonna och hennes baby och tjänade stora pengar på den bilden. - från Kanal 5

### Avsnitt 7 - Scandal Beauties
Torsdag 4/11 2004 kl. 20:00. Sjunde avsnittet av Dolce Vita talar några av Sveriges mesta löpsedeldrottningar ut om sanningen bakom skandalrubrikerna. Vad är sanning och vad är lögn? - från Kanal 5

### Avsnitt 8 -Carolina Gynning
Torsdag 18/11 2004 kl. 20:00. I Dolce Vita talar Carolina ut om det stormiga förhållandet med Olivier de Paris, om sexskandalerna, plastikoperationerna och om framtiden. - från Kanal 5

### Avsnitt 9 - Hedman/Graaf
Torsdag ?/? 2004 kl. 20:00. I Dolce Vita träffar Emma Andersson paret Magdalena Graaf och Magnus Hedman som visar upp sitt nya lyxiga svenska sommarhem som kostat paret en förmögenhet. - från Kanal 5

### Avsnitt 10 - Alcazar
Torsdag 9/12 2004 kl. 20:00. Vi följer med svenska popexporten Alcazar under en hektisk helg. Emma Andersson är med under inspelningen av nya videon Physical och följer också med gruppen till London på en viktig spelning. - från Kanal 5

## Säsong 2

### Avsnitt 11 - Joe Labero
Torsdag 17/2 2005 kl. 20:00. I första avsnittet av Dolce Vita åker Emma Andersson till Las Vegas för att träffa Joe Labero. Han är mannen som förvandlats från Bengt Johansson, född och uppväxt i lilla Alvesta, till en av världens främsta illusionister med hela världen som arbetsfält. - från Kanal 5

### Avsnitt 12 - Marcus Schenkenberg
Torsdag 24/2 2005 kl. 20:00. Emma möter Marcus Schenkenberg som är världens största manliga supermodell genom tiderna. Vanligen lever han sitt liv i New York och Milano, men dagen till ära ska han göra en plåtning för ett svenskt klädföretag och befinner sig i lilla Stockholm med den stora modefotografen Carlo Bosco. - från Kanal 5

### Avsnitt 13 - Stalkers
Torsdag 3/3 2005 kl. 20:00. Stalkers är fans som går över gränsen i sin dyrkan och kärlek till en känd person. Celebriteter av alla sorter har drabbats, Madonna, Catherine Zeta-Jones och Ronald Reagan. Vanligtvis handlar det om förföljelse och hot, men i extrema fall har besattheten även lett till mord. - från Kanal 5

### Avsnitt 14 - Pernilla Wahlgren
Torsdag 10/3 2005 kl. 20:00. Varje vecka får vi följa Pernilla Wahlgrens liv i skvallerpressen - från bröllop och babyglädje, till lättklädda utvik och mer allvarliga händelser som vänt upp och ner på hennes liv. I Dolce Vita berättar Pernilla själv sanningen om den skandalomsusade skilsmässan från Emilio, och om hur hon fann nya kärleken i Joachim. - från Kanal 5

### Avsnitt 15 - Märkeshysteri
Torsdag 17/3 2005 kl. 20:00. Det är skillnad på kläder och kläder. Emma Andersson dyker in i två garderober som har kostat hutlöst mycket pengar. Här handlar det om märkeshysteri på hög nivå. - från Kanal 5

### Avsnitt 16 - Micael Bindefeld
Torsdag 24/3 2005 kl. 20:00. Micael Bindefeld är Sveriges mest ansedda festfixare och hans premiärer får alltid enorm medial uppmärksamhet. Emma Andersson har följt festgurun under arbetet inför galapremiären av filmen Oceans 12. - från Kanal 5

### Avsnitt 17 - Posh Sex
Torsdag 31/3 2005 kl. 20:00. Vad är lyxigare sex? Det ska Emma reda ut och till sin hjälp har hon Big Brother-deltagaren Elita Löfblad och svenska lyxstrippan Linda Lee, som dansar på en av Las Vegas främsta klubbar. - från Kanal 5

### Avsnitt 18 - VIP - Members Only
Torsdag 7/4 2005 kl. 20:00. Vi får kika in bakom kulisserna i vardags- och festsituationer hos människor med mycket pengar, rätt kontakter och rätt bakgrund. Dessutom träffar Emma personerna som står i skuggan av vip-folket, redo att förenkla deras liv, med allt från vip-service på Arlanda till att köpa presenter till deras flickvänner. - från Kanal 5

### Avsnitt 19 - Marie Serneholt
Torsdag 14/4 2005 kl. 20:00. Emma Andersson träffar tjejen som klassas som Stureplans mäktigaste kvinna: A-Teens profilen Marie Serneholt. - från Kanal 5

### Avsnitt 20 - Sexsymboler
Torsdag 21/4 2005 kl. 20:00. I programmet möter vi även några av Sveriges sexigaste: Jessica Andersson från Fame Factory och fotbollstjejen Josefine Öqvist. De berättar hur det gick till när de valdes till Sveriges sexigaste kvinnor och vad utmärkelsen har inneburit för dem. - från Kanal 5

### Avsnitt 21 - Mariah Carey
Torsdag 28/4 2005 kl. 20:00. I en öppenhjärtig intervju med Emma berättar Mariah Carey allt om tiden som utfattig, den kaotiska barndomen, ryktena och om den händelse som varit tuffast i hennes liv: Skilsmässan från exmaken, tillika hennes upptäckare och chef, Tommy Mattola. - från Kanal 5

### Avsnitt 22 - Cribs
Torsdag 5/5 2005 kl. 20:00. Emma Andersson öppnar upp dörrarna till några av Sveriges mest exklusiva hem. Det handlar om villor, slott och våningar värda en förmögenhet och som kostat miljoner och åter miljoner att inreda i högklassig design. - från Kanal 5

### Avsnitt 23 - Kändisskandaler vi minns
Torsdag 12/5 2005 kl. 20:00. Charlotte Nilsson gifte sig med Nicola Ingrosso blev det startskottet på en dokusåpa som hela Sverige kunde följa i pressen. En familjefejd bröt ut och det gick så långt att Nicola och Charlotte bestämde sig för att byta efternamn. I en exklusiv intervju berättar Emilio Ingrosso sin version av händelsen. - från Kanal 5

### Avsnitt 24 - Modeller
Torsdag 19/5 2005 kl. 20:00. Svenska Vicky Andrén var bara 13 år när hennes mamma skickade iväg henne på en modellcasting för att råda bot på Vickys blyghet. I dag är Vicky 22 år och står på toppen av sin karriär med otaliga prestigefyllda jobb för bland annat Chanel bakom sig. - från Kanal 5

### Avsnitt 25 - Linda Rosing
Torsdag 26/5 2005 kl. 20:00. Emma Andersson träffar en av Sveriges mest omskrivna och omdebatterade kändisar - Linda Rosing. - från Kanal 5

### Avsnitt 26 - Grooming - Manlig fåfänga
Torsdag 2/6 2005 kl. 20:00. I kvällens "Dolce Vita" träffar Emma Andersson svenska killar vars utseende betyder allt - och som tar till alla medel för att se så bra ut som möjligt. - från Kanal 5

### Avsnitt 27 - Kändispar
Torsdag 9/6 2005 kl. 20:00.  I Dolce Vita berättar Hannah Graaf om sina och systerns kärlekskriser och om varför Daniel och hon kämpar för att rädda äktenskapet. - från Kanal 5

### Avsnitt 28 - Livet är en fest
Torsdag 16/6 2005 kl. 20:00. Emma Andersson träffar Peter som är ute på de rätta ställena flera gånger i veckan. Han har VIP-kort överallt men har aldrig med sig korten eftersom alla vakter och entrévärdar känner igenom honom och vet att han är en viktig gäst. - från Kanal 5

### Avsnitt 29 - Best of Dolce Vita
Torsdag 23/6 2005 kl. 20:00.  I andra säsongens sista avsnitt blickar Emma Andersson tillbaka på säsongerna som gått. - från Kanal 5